# Echidnodes tenompokensis
Echidnodes tenompokensis är en svampart som beskrevs av Petr. 1954. Echidnodes tenompokensis ingår i släktet Echidnodes och familjen Asterinaceae.   Inga underarter finns listade i Catalogue of Life.